# Naevus caeruleus
Ein Naevus caeruleus (auch Blauer Nävus oder Dermales Melanozytom) ist eine gutartige, scharf begrenzte Hautveränderung, die durch ihre dunkelblaue bis grau-schwarze Farbe charakterisiert ist. Dieser ungewöhnliche Farbton entsteht durch Vermehrung der pigmentbildenden Melanozyten in tieferen Hautschichten. Es handelt sich um eine bestimmte Unterart von gutartigen, pigmentierten, begrenzten Fehlbildungen der Haut (Pigmentnävi), umgangssprachlich „Muttermale“ bzw. „Leberflecken“.

## Epidemiologie und Pathogenese
Der Naevus caeruleus zeigt keine Präferenz bezüglich Geschlecht oder Alter, gehäuftes Auftreten wird gegen Ende der Adoleszenz beobachtet. Die Melanozytenvorläufer (Melanoblasten) wandern während der Embryonalentwicklung von der Neuralleiste in die Haut ein. Melanozyten sind also Abkömmlinge des Neuroektoderms.

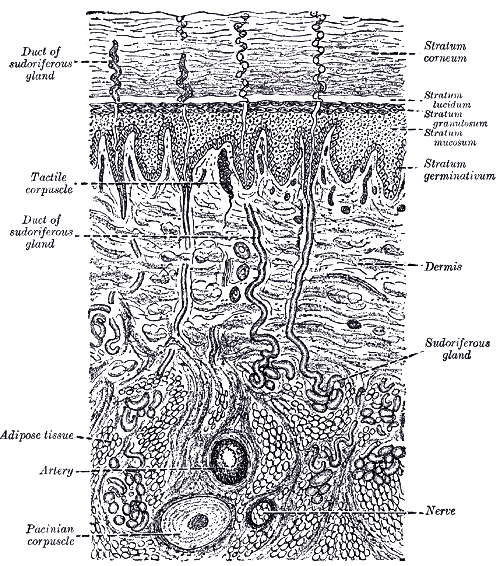
Hautschichten mit u. a. der Dermis

Normalerweise sollten in den tieferen Hautschichten wie der Dermis keine Melanozyten vorkommen. Da diese Zellart, wie beschrieben, von der Neuralleiste abstammt und bis in die Haut auswandern muss, wird angenommen, dass es im Laufe dieses Prozesses zu ektopen Ansammlungen von Melanozyten kommen kann. Deswegen wird diese Läsion manchmal auch Neuronävus genannt.

## Klinik
Am häufigsten kommen blaue Nävi am Handrücken oder an der Dorsalseite des Unterarms vor, sie können aber überall entstehen. Es handelt sich im Allgemeinen um einzelne, derbe, manchmal erhabene Knötchen von blauschwarzer Farbe durch vermehrte Pigmentierung in der Dermis.

## Verlauf und Prognose
Blaue Nävi verändern sich meist nicht mehr und stellen hauptsächlich ein kosmetisches Problem dar. Der Übergang in ein malignes Melanom ist sehr selten.
Bei plötzlichen oder ungewöhnlichen Veränderungen muss die Hautveränderung exzidiert und histologisch untersucht werden, um ein Melanom auf jeden Fall auszuschließen.

## Siehe auch

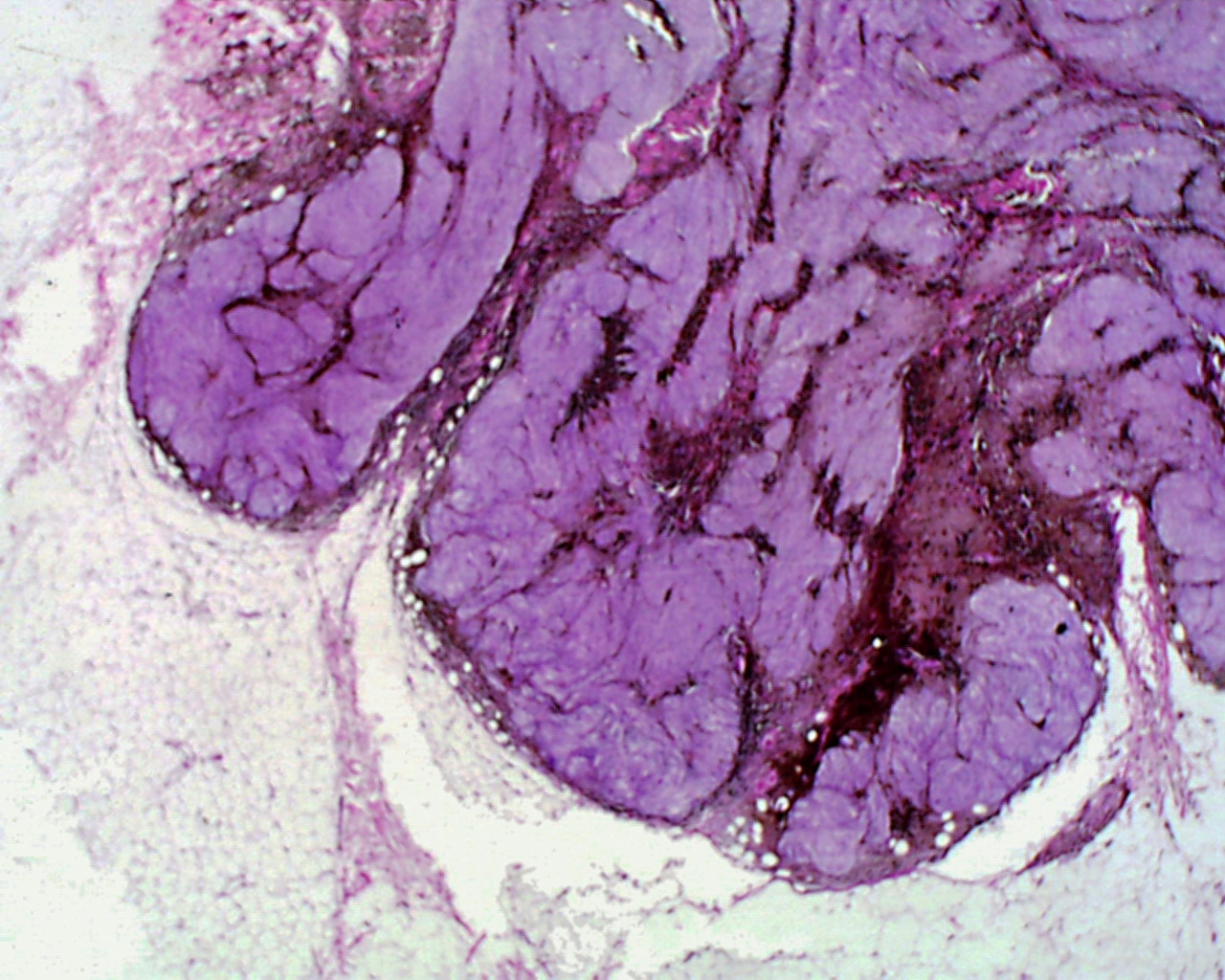
Histologie eines Blauen Nävus, Naevus coeruleus cellularis (2×)
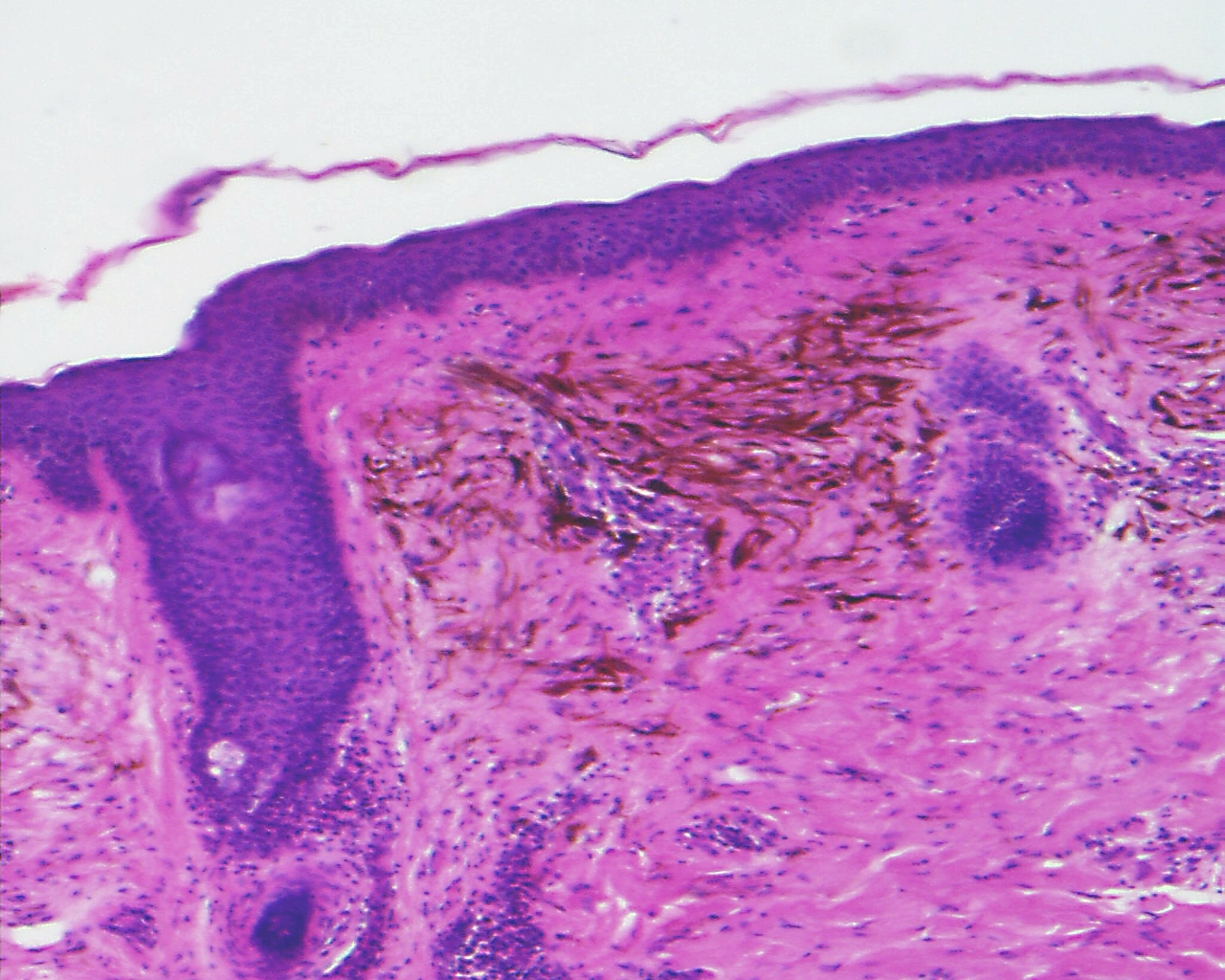
Nävus coeruleus
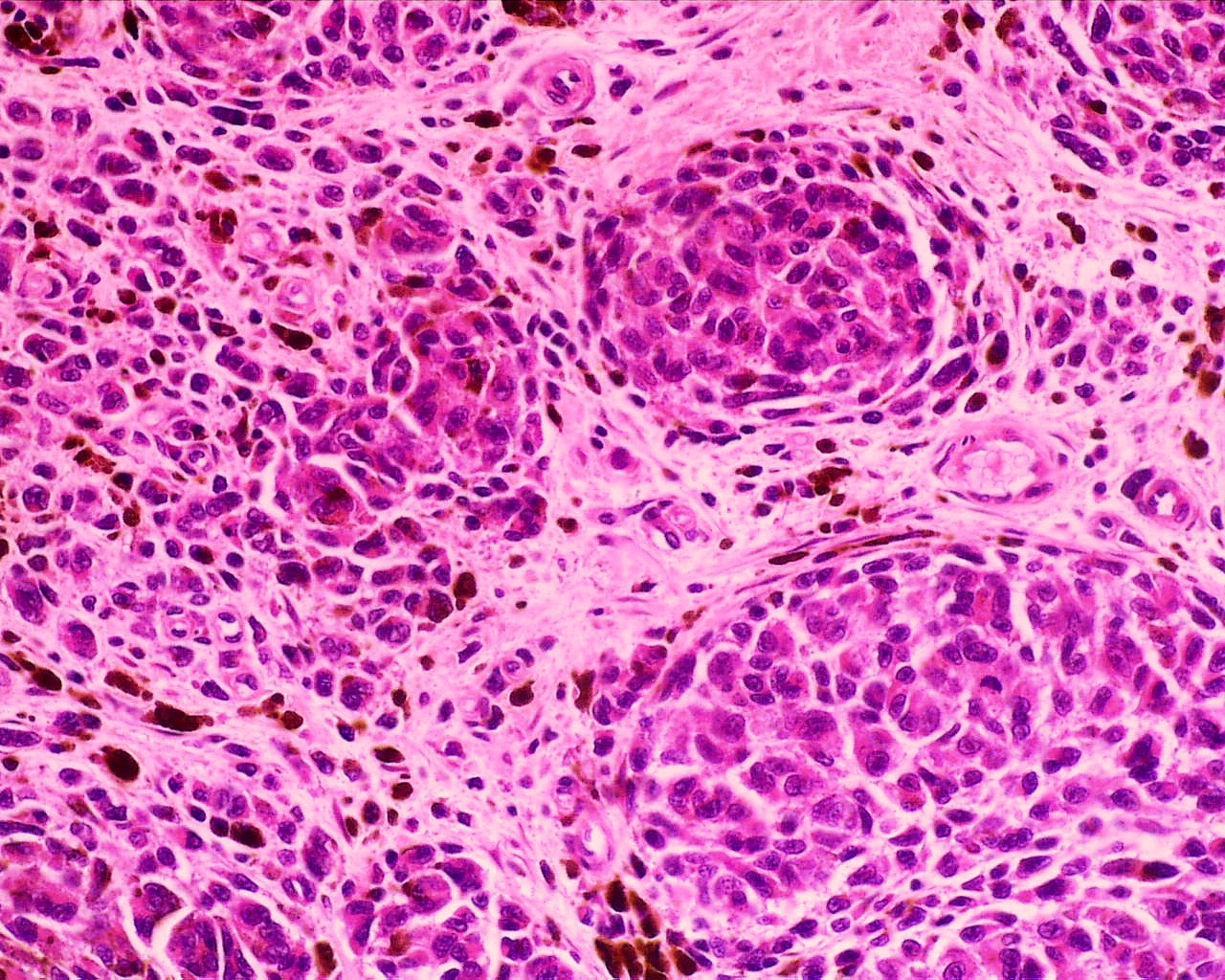
Naevus coeruleus epithelioides (10×)
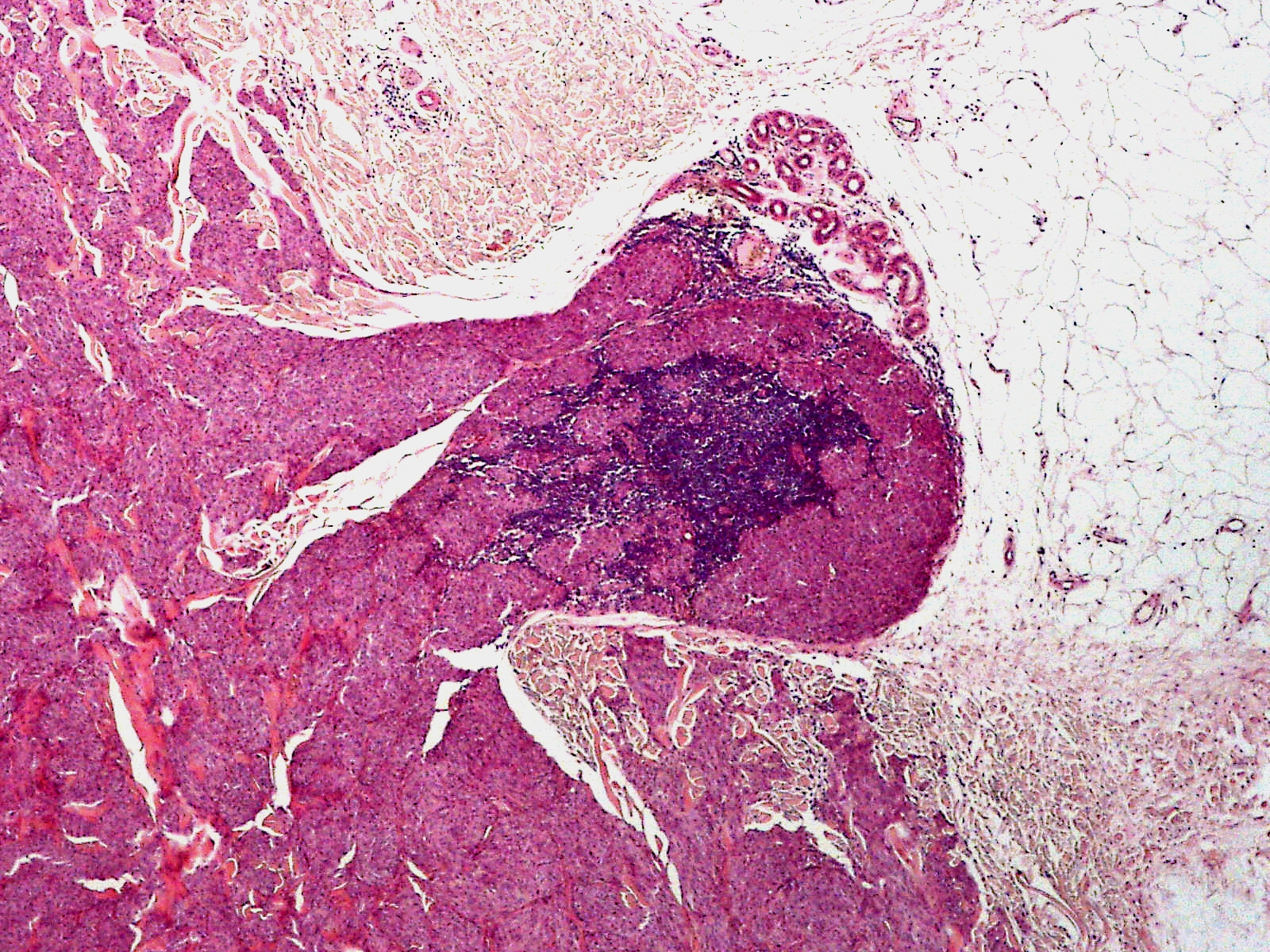
Maligne Form eines Blauen Nävus. Alle histologische Präparate sind durch Hämatoxylin-Eosin-Färbung diskriminiert.